# Lac Sans Bruit
Le lac Sans Bruit est un lac d'eau douce situé dans la municipalité de Saint-Émile-de-Suffolk, administré par la municipalité régionale de comté de Papineau, dans la région administrative de l'Outaouais, au Québec, au Canada.

## Géographie
Ce lac est d'une superficie d’environ 4,54 ha. Il est alimenté par la Petite rivière Rouge Est, dans laquelle il se déverse également. Il est situé juste au nord du lac Bourgeois.

## Toponymie
Le toponyme « Lac Sans Bruit » a été officialisé le 18 décembre 1986 à la Commission de toponymie du Québec, en référence au fait que ce lac est très calme. En effet, il est entouré par la nature et presque dépourvu de bâtiments.
Ce lac est le seul au Québec qui porte le spécifique Sans Bruit.